# Diecezja Vitoria
Diecezja Vitoria – łac. Dioecesis Victoriensis – diecezja Kościoła rzymskokatolickiego w Hiszpanii. Należy do metropolii Burgos. Została erygowana 8 września 1861.